# 前奏曲
前奏曲（ぜんそうきょく）は、他のより規模の大きい楽曲の前に演奏する楽曲を指す。後に独立した即興性の高い曲となった。通常は声楽を伴わない器楽曲である。プレリュード（英語: prelude、フランス語: prélude）、フォアシュピール（ドイツ語: Vorspiel、ただし古典派音楽以前に関しては通常Präludium; プレルーディウム）ともいう。類似する形態として序曲（オーヴァーチュア）やシンフォニアがある。

## 概要
- 本来はリュートや鍵盤楽器によって即興により演奏されるものであったが、後に書きとどめられるようになり、しばしば演奏技巧を発揮するような曲として、また、即興的で自由な作風の作品として、作曲された。
- フランスで発達したプレリュード・ノン・ムジュレでは、奏者の即興性を重視して拍子を定めず、小節線も書かれない。
- 後には独立した楽曲として演奏技巧を発揮するような、また即興的な自由な作風の作品、特にピアノ曲にこの名が付けられるようになった。性格的小品の一種である。ショパンの24曲から成る前奏曲集、ドビュッシーの前奏曲集全2集、スクリャービンの85曲から成る前奏曲集が有名である。
- ワーグナーは、自身のオペラ（多くは楽劇と呼ばれる）から、序曲を廃して前奏曲（フォアシュピール）を置くことをした。劇が始まる前に冗長で劇の開始自体とは関係のない種明かし的な序曲が演奏されることを避け、劇の開始とより一体化した曲を求めたためである。これはより後の時代に受け継がれた。

上に述べた意味の前奏曲ではないが、標題音楽の主題として「前奏曲」を採用したリストの交響詩「前奏曲」もある。

## 主要曲

### ピアノ（鍵盤楽器）独奏曲

#### 前奏曲集
- ショパン - Op.28（全24曲）、他2曲
- サティ - 「星たちの息子」への3つの前奏曲、犬のためのぶよぶよとした前奏曲、犬のためのぶよぶよとした本当の前奏曲
- ドビュッシー - 全2集・24曲
- フォーレ - Op.103（全9曲）
- ラフマニノフ - Op.23（10曲: 第5番ト短調他）、Op.32（13曲）、他にOp.3-2（1曲）
- ガーシュウィン - 3つの前奏曲
- ヒナステラ - 12のアメリカ大陸風前奏曲集
- メシアン - 全8曲

#### 24の前奏曲
J.S.バッハの「平均律クラヴィーア曲集」の「すべての長短調をめぐる」という構成を受け継いだ曲集。ショパンが有名である。ショパンのように五度圏を平行調ごとにめぐる配列、バッハを参考にした半音ずつ同主調ごとに上昇する配列、独自の配列、といったように24曲の調配列については様々工夫がある。また、最初の曲と同じ調(ハ長調)で締めくくる25曲のものもある。
- フンメル - Op.67（1815年）
- カルクブレンナー - Op.88（1828年）
- ショパン - Op.28（1839年）
- クラーマー - Op.91（1842年）
- ゴリネッリ（イタリア語版） - Op.23（1844年）、Op.69（1852年）（各24曲）
- アルカン - Op.31（25曲）（1847年）
- ヘラー - Op.81（1853年）
- ラインベルガー - Op.14（1867年）
- ブゾーニ - Op.37（1881年）
- キルヒナー - Op.60（25曲）（1882年）
- ブルーメンフェルト - Op.17（1892年）
- サンテステバン（英語版） - Op.84（1892年）
- スクリャービン - Op.11（1896年）
- キュイ - Op.64（25曲）（1903年）
- グリエール - Op.30（25曲）（1907年）
- カラマー（スペイン語版） - （1910年）
- パルムグレン - Op.17（1910年）
- メラルティン - Op.85（1913年 - 1920年）
- スクシドレフスキ（ポーランド語版） - （1917年）
- ニーマン - Op.55（1918年）
- スタンフォード - Op.163（1919年）、Op.179（1921年）（各24曲）
- カサドシュ - Op.5（1925年）
- チェイシンズ - Op.10・11・12・13（1928年）
- ショスタコーヴィチ - Op.34（1932年 - 1933年）
- ザデラツキー（英語版） - （1934年）
- ジェロビンスキー - Op.20（1934年）
- ヴィシネグラツキー - Op.22（1934年、出版1977年）
- ゴルツ - Op.2（1934年 - 1935年）
- シュケリアンツ（英語版） - （1936年）
- ハジエフ - （1937年）
- ボウエン - Op.102（1938年、出版1950年）
- ダレッサンドロ（フランス語版） - Op.30（1941年）
- チゾーム - （1943年）
- カバレフスキー - Op.38（1943年 - 1944年）
- 矢代秋雄 - （1945年）
- アブラミアン - （1948年 - 1972年）
- バグダサリアン - （1951年、1953年、1954年、1958年）
- カラーエフ - （1951年 - 1963年）
- ハサノフ（英語版） - （1963年）
- ガル - Op.83（1965年）
- カップ - （1967年）
- ブーレル（フランス語版） - Op.29（1967 - 1968年）
- カシャーノフ - （1968年）
- ラーツ - Op.33（1968年）、Op.60（1977年）、Op.80（1989年）（各24曲）
- ツィンツァーゼ - （1971年）
- ブラッハー - （1974年）
- カラビッツ - （1976年）
- ゴンチグソムラー - （1978年 - 1979年）
- 芥川也寸志 - （1979年）
- カプースチン - Op.53（1988年）
- 日下部憲夫（） - Op.14-6（1988年）
- 林光 - 草稿の森（24の前奏曲）（1993年）
- ホルミノフ - （1994年）
- アウエルバッハ - Op.41（1999年）
- コーウィ（英語版） - （2005年）
- ドンピエール（フランス語版） - （2010年）

#### その他
- ラヴェル - 前奏曲イ短調、クープランの墓第1曲
- リスト - 超絶技巧練習曲第1曲

### 独立した楽曲としての前奏曲（その他の演奏形態）
- ドビュッシー - 牧神の午後への前奏曲（管弦楽）
- R・シュトラウス - 祝典前奏曲Op.61（管弦楽）
- ヤルネフェルト - 前奏曲（管弦楽）
- A・リード - 音楽祭のプレリュード（フェスティヴァル・プレリュード）（吹奏楽）